# Rough Fire

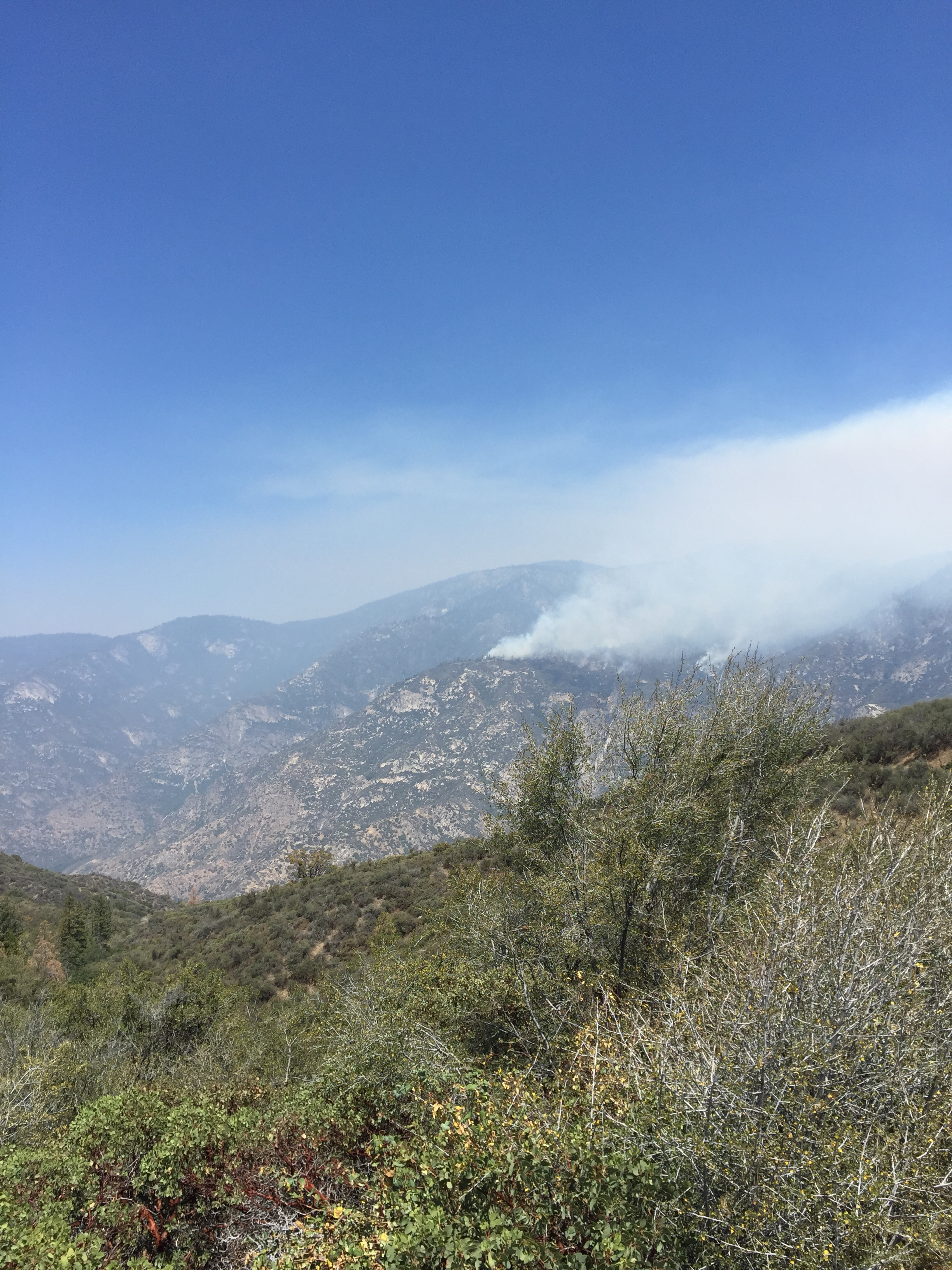
Fumée de l'incendie en forêt.

Le Rough Fire est un feu de forêt dévastateur des incendies de 2015 en Californie. Au 15 septembre 2015, le feu avait brûlé 140 760 acres (56 964 ha) de terres, ce qui en fait le plus grand incendie de l'année en Californie, impliquant plus de 3 700 pompiers.

## Déroulement
La foudre est à l'origine du départ de l'incendie le 31 juillet 2015 à environ cinq miles (8,0 km) au nord du lac Hume. Il a brûlé principalement dans la forêt nationale de Sierra et dans le parc national de Sequoia.
Le feu a touché de nombreux sites naturels célèbres, dont Hume Lake et un camp d'été au sud de l'incendie. La plupart des progrès de lutte contre le feu ont été obtenus sur son front sud, tandis que le nord continue à brûler, maintenant à 30 mi de la ville de Fresno et Clovis en Californie.
Le 5 septembre, le feu atteint Kings Canyon National Park et avait brulé 347 km2 (85 745 acres).
Le 7 septembre, un pompier est victime de brûlures graves et est transporté au Community Regional Medical Center de Fresno.
Le 10 septembre, les fonctionnaires du parc national de Sequoia ont commencé à évacuer tous les visiteurs et les employés des zones Wilsonia et General Grant Grove. Un ordre d'évacuation à date butoir du 11 septembre a été émis pour Dunlap.
Le 11 septembre, les responsables de la santé de Fresno ont signalé une « augmentation sans précédent » des visites dans l'hôpital en raison de problèmes respiratoires, et exhorté les habitants à éviter les activités extérieures lorsque l'air est enfumé.
Le 15 septembre, à 13 h le feu a ralenti, et avec des conditions météorologiques favorables, des ordres d'évacuation et les avertissements à Dunlap et Squaw Valley ont été levés.
À son maximum le 15 septembre, les moyens mis en œuvre étaient : 3 741 pompiers, 345 véhicules, 19 hélicoptères et 45 bulldozers.
L'incendie est maîtrisé le 5 novembre 2015.

## Dégâts
En date du 10 septembre, le feu avait dépassé l'incendie Simi sur la liste des plus grands feux de forêt en Californie avec 446 km2 brûlés (110 134 acres). 
Le 12 septembre, le feu avait brûlé 521,2 km2 (128 796 acres) devenant le 17e plus grand feu de forêt en Californie.
Le 13 septembre, le feu avait brûlé 547,6 km2 (135 317 acres), prenant la 16e place des plus grands feux de forêt en Californie.
Le 17 septembre, le feu était circonscrit à 67 % il avait brûlé 570,75 km2 (141 036 acres) et surpassé l'incendie de Big Bar Complex dans la liste des plus grands feux de forêt en Californie atteignant ainsi la 15e place.
Le 26 septembre, le feu était maîtrisé à 85 % et avait brûlé 607 km2 (150 000 acres) passant à la 13e place de la liste des plus grands feux de forêt en Californie.

### Type de superficie détruite
Au 6 octobre 2015, la superficie totale brûlée pouvait se décomposer ainsi : 
| Propriétaire               | Acres   | km2   |
| -------------------------- | ------- | ----- |
| Sequoia National Forest    | 82 573  | 334,2 |
| Sierra National Forest     | 58 541  | 236,9 |
| Kings Canyon National Park | 9 413   | 38,1  |
| Terrains privés            | 1 090   | 4,4   |
| Terrains publics           | 6       | 0,024 |
| Total                      | 151 623 | 613,6 |